# 장명운
장명운(1991년 9월 29일 ~ )은 대한민국의 배우이다.

## 출연작

### 영화
- 《런 보이 런》 (2020년) - 상일 역
- 《제시는 그때 스무살이었다》 (2017년) - 철호 역

### 드라마
- 《우아한 친구들》 (2020년, JTBC)
- 《번외수사》 (2020년, OCN)
- 《터치》 (2020년, 채널A)
- 《너의 노래를 들려줘》 (2019년, KBS2)
- 《웰컴2라이프》 (2019년, MBC)
- 《하자있는 인간들》 (2019년, MBC)
- 《특별근로감독관 조장풍》 (2019년, MBC)
- 《빙의》 (2019년, OCN)
- 《운명과 분노》 (2018년, SBS)